# ۴۵۵ (قمری)
۴۵۵ (قمری)، چهارصد و پنجاه و پنجمین سال در گاهشماری هجری قمری است. اول محرم این سال برابر با دهم ژانویه سال ۱۰۶۳ میلادی است.

## درگذشتگان
- ۷ رمضان - طغرل بیک سلجوقی: اولین پادشاه سلسله سلجوقیان در ایران.

## وابسته
- نظام‌الملک
- طغرل بیک
- الامالی (طوسی)
- عمیدالملک کندری